# ライヴ・リックス
『ライヴ・リックス』 (Live Licks)は、ローリング・ストーンズの2枚組ライブ・アルバム。

## 解説
2002年-2003年に行われたリックス・ツアーの模様を収録した、『ノー・セキュリティ』から6年ぶり、7作目の公式ライブ・アルバム。
Disc1はバンドの代表的なナンバーばかりを、Disc2は大半がコアなファン向けの内容になっている。それとともに、Disc2は全てフル・サイズのライヴ・アルバムとしては初収録のナンバーである。(「ビースト・オブ・バーデン」、「ホエン・ザ・ウィップ・カムス・ダウン」、および「エヴリバディ・ニーズ・サムバディ・トゥ・ラヴ」はこの時点で既発表のライヴ音源が編集盤などに収められていた。それぞれ1982年発表のライヴ・シングル「ゴーイング・トゥ・ア・ゴー・ゴー」(「スティル・ライフ (ローリング・ストーンズのアルバム)」からのシングル・カット)のＢ面、1981年発表の編集アルバム「サッキング・イン・ザ・70s」、1965年発表のライヴＥＰ「ガット・ライヴ・イフ・ユー・ウォント・イット! (EP)」に「ウィー・ウォント・ストーンズ～エヴリバディ・ニーズ・サムバディ・トゥ・ラヴ～ペイン・イン・マイ・ハート」のメドレーとして収録されている。)
本作のジャケットはツアーで「ホンキー・トンク・ウィメン」演奏時に上映されたアニメに登場する女性キャラクターであるが、水着を付けたバージョンとトップレスのバージョンの2種類がある。
「ホンキー・トンク・ウィメン」ではシェリル・クロウが、「エヴリバディ・ニーズ・サムバディ・トゥ・ラヴ」ではソロモン・バークがゲスト参加。

## 収録曲

### Disc 1
1. ブラウン・シュガー - Brown Sugar - 3:50
2. ストリート・ファイティング・マン - Street Fighting Man - 3:43
3. 黒くぬれ! - Paint It, Black - 3:45
4. 無情の世界 - You Can't Always Get What You Want - 6:46
5. スタート・ミー・アップ - Start Me Up - 4:02
6. イッツ・オンリー・ロックン・ロール - It's Only Rock n' Roll - 4:54
7. 悲しみのアンジー - Angie - 3:29
8. ホンキー・トンク・ウィメン - Honky Tonk Women - 3:24
  - Features Sheryl Crow on co-lead vocal
9. ハッピー - Happy - 3:38
10. ギミー・シェルター - Gimme Shelter - 6:50
11. サティスファクション - (I Can't Get No) Satisfaction - 4:55

### Disc 2
1. ネイバース - Neighbours - 3:41
2. モンキー・マン - Monkey Man - 3:41
3. ロックス・オフ - Rocks Off - 3:42
4. キャント・ユー・ヒア・ミー・ノッキング - Can't You Hear Me Knocking - 10:02
5. ザッツ・ハウ・ストロング・マイ・ラヴ・イズ - That's How Strong My Love Is (Roosevelt Jamison) - 4:45
6. ザ・ニアーネス・オブ・ユー - The Nearness Of You (Hoagy Carmichael/Ned Washington) - 4:34
7. ビースト・オブ・バーデン - Beast Of Burden - 4:09
8. ホエン・ザ・ウィップ・カムス・ダウン - When The Whip Comes Down - 4:28
9. ロック・ミー・ベイビー - Rock Me, Baby (B.B. King/Joe Bihari) - 3:50
10. ユー・ドント・ハブ・トゥ・ミーン・イット - You Don't Have To Mean It - 4:35
11. ウォリッド・アバウト・ユー - Worried About You - 6:01
12. エヴリバディ・ニーズ・サムバディ・トゥ・ラヴ - Everybody Needs Somebody To Love (Solomon Burke/Jerry Wexler/Bert Russell) - 6:35
  - Features Solomon Burke on co-lead vocal
13. イフ・ユー・キャント・ロック・ミー - If You Can't Rock Me - 2:47（日本盤ボーナストラック）